# Едвард Маккартан

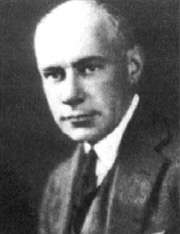
Едвард Маккартен

Едвард Френсіс МакКартан (16 серпня 1879 — 20 вересня 1947) — американський скульптор, найбільш відомий своїми декоративними бронзовими роботами в елегантному стилі, популярним у 1920-х роках.

## Біографія
Народився в Олбані, Нью-Йорк. Навчався в Інституті Пратта у Герберта Адамса. Також навчався в Лізі студентів мистецтва Нью-Йорка з Джорджем Греєм Барнардом і Гермоном Аткінсом Макнілом, а потім три роки в Парижі під керівництвом Жана Антуана Енжальбера до свого повернення до Сполучених Штатів у 1910 році.
У 1914 році Маккартен став директором кафедри скульптури Інституту дизайну Beaux-Arts в Нью-Йорку. Елеанор Мері Меллон була серед тих, кого він навчав протягом своєї кар'єри.

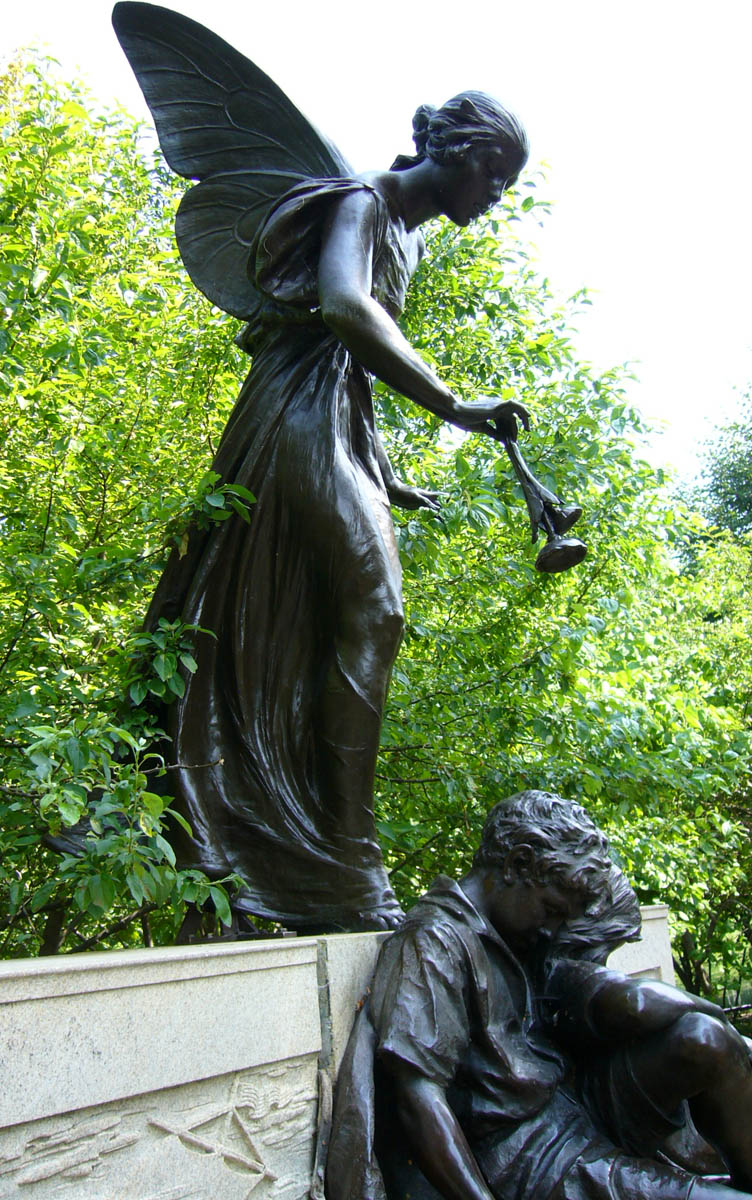
Меморіал Юджина Філда (деталі)

Посмертно відзначений Національним товариством скульптури. Він створив небагато публічних пам'ятників — серед них зберігся меморіал Юджина Філда в Лінкольн-Парку в Чикаго.
Скульптура МакКартана «Оголена» була викрадена з військового меморіалу Гросс-Пойнт у Мічигані та виявлена на дні річки Детройт через вісім років.
Помер у Нью-Рошелі, Нью-Йорк, 20 вересня 1947 року і похований на кладовищі Св. Агнес, Менандс, Нью-Йорк.

## Твори
- Дівчина п'є з мушлі, c. 1915 Громадський музей Рединга
- Німфа і сатир, 1920, The Century Association
- Хлопчик і пантера, 1920
- Володарка мрій, Меморіал Юджина Філда 1922, Лінкольн-парк, Чикаго
- Діана, 1923, Музей мистецтв Метрополітен
- Діана та собака, 1923, Музей мистецтв Гай
- Діоніс (МакКартан) 1923 рік, реконструйований 1936, Брукгрін Гарденс
- Діана і олень, 1924
- Купальниця, 1935, Пенсільванська академія образотворчих мистецтв
- Німфа і жаба, 1938